# Oodera formosa
Oodera formosa är en stekelart som först beskrevs av Giraud 1863.  Oodera formosa ingår i släktet Oodera och familjen puppglanssteklar. Inga underarter finns listade i Catalogue of Life.